# Мартинівський гідрологічний заказник (Хмельницька область)
Марти́нівський зака́зник — гідрологічний заказник місцевого значення в Україні. Розташований у межах Старокостянтинівського району Хмельницької області, на південний схід від села Мартинівка. 
Площа 45,4 га. Статус присвоєно згідно з рішенням сесії обласної ради народних депутатів від 28.10.1994 року № 7. Перебуває у віданні: Вишнопільська сільська рада. 
Статус присвоєно для збереження водно-болотного природного комплексу ставка і прибережної території в долині безіменної притоки річки Случ.